# Robert Luther (Chemiker)

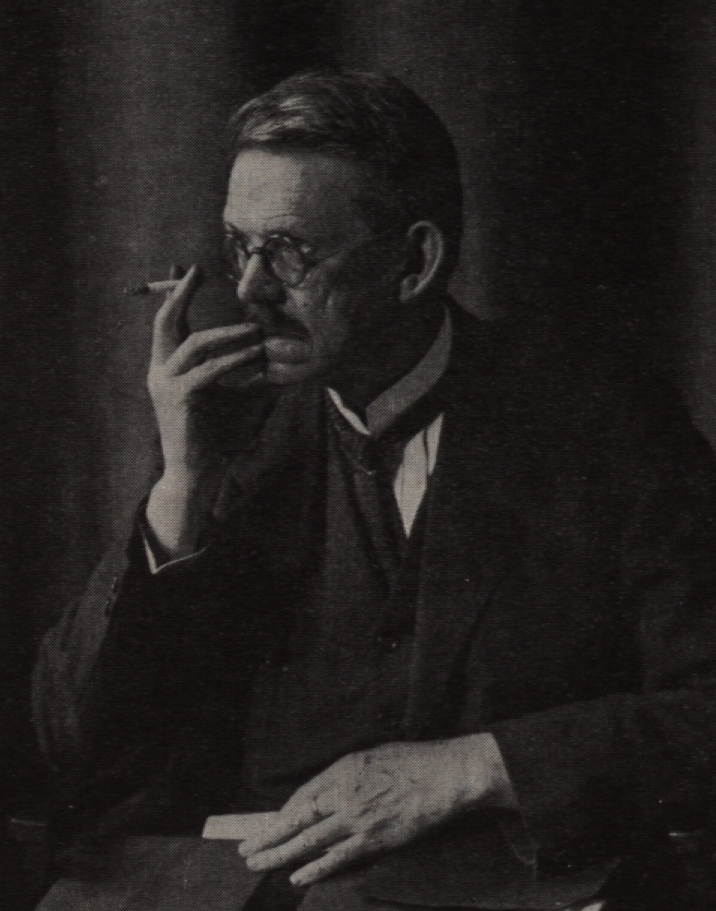
Robert Luther, um 1933

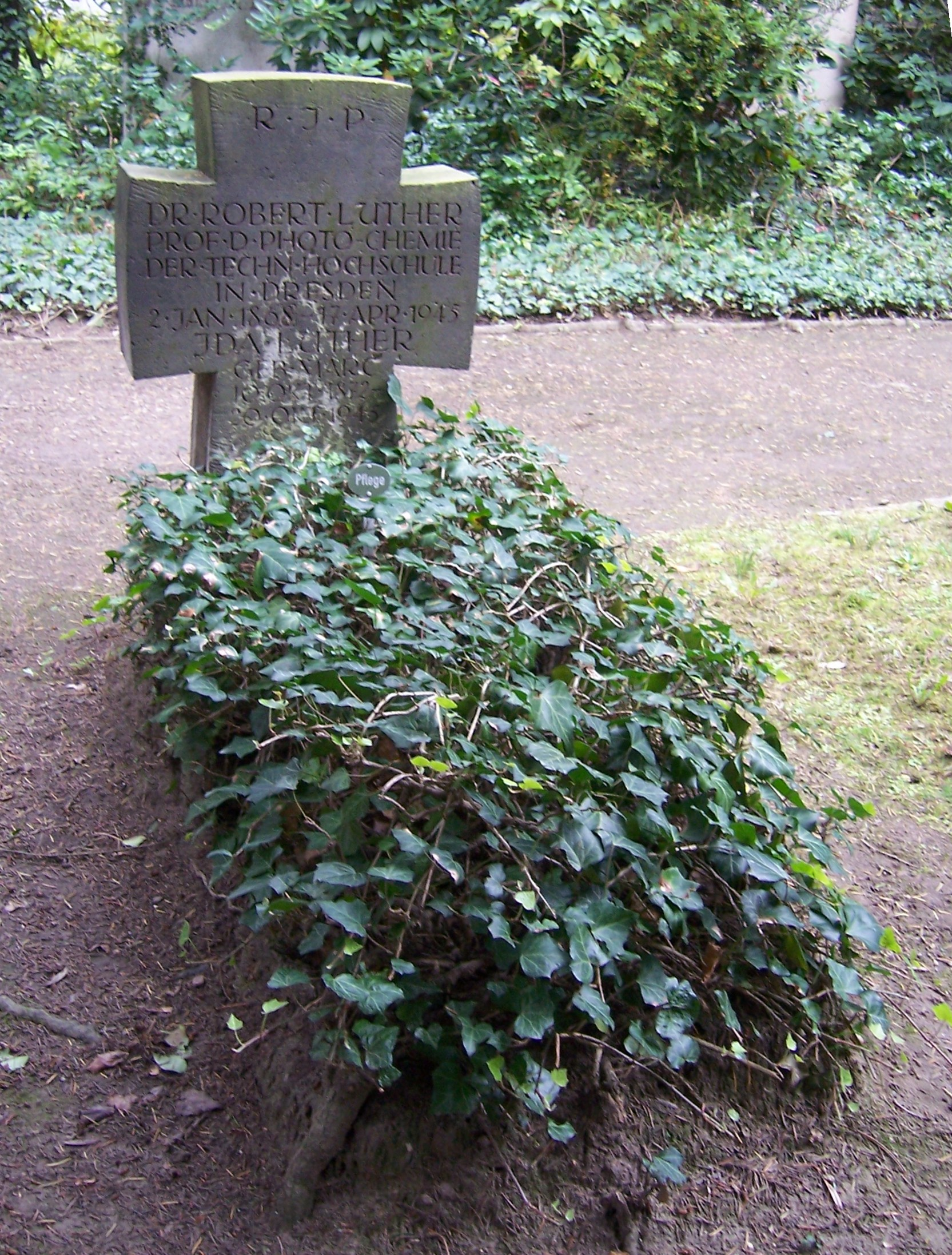
Grab von Robert Luther auf dem Johannisfriedhof in Dresden.

Robert Thomas Dietrich Luther (* 21. Dezember 1867jul. / 2. Januar 1868greg. in Moskau; † 17. April 1945 in Dresden) war ein Chemiker. 

## Leben
Sein Vater war der als Assessor und Rechtsanwalt in Moskau tätige Alexander Luther, seine Mutter Lina Luther, geborene Frese.
Robert Luther wurde bis 1874 ausschließlich zu Hause unterrichtet, besuchte dann sowohl ein deutsches als auch ein russisches Gymnasium in Moskau und erhielt 1885 das Abitur. Von 1885 bis 1889 studierte er Chemie an der Kaiserlichen Universität Dorpat, anschließend belegte er noch ein Semester Mathematik. Er wechselte 1889 als Candidatus chemistriae an das Chemische Laboratorium des Technologischen Instituts von Sankt Petersburg und wurde dort Assistent von Friedrich Konrad Beilstein. Krankheitsbedingt gab er diese Stellung 1891 auf, erst 1894 setzte er sein Chemiestudium an der Universität Leipzig fort.
Luther promovierte im April 1896, der Titel seiner Dissertation lautete: Electromotorische Kraft und Verteilungsgleichgewicht. Im Anschluss daran wurde Luther Assistent bei Wilhelm Ostwald am Physikalisch-Chemischen Institut der Universität. Er habilitierte sich am 20. Juni 1899 mit der Schrift Die Verschiebung des Gleichgewichts zwischen den Halogenverbindungen des Silbers und dem freien Halogen durch das Licht. Am 22. Dezember 1899 wurde ihm die venia legendi übertragen, gleichzeitig wurde er zum Privat-Dozenten ernannt.
Am 1. April 1904 wurde Luther zum außerordentlichen Professor ernannt und erhielt einen Lehrauftrag für Physikalische Chemie. Er vertrat zeitweise Ostwald als Leiter des Instituts, wurde nach dessen krankheitsbedingter Freistellung jedoch nicht sein Nachfolger.
1906 wurde Luther jedoch Leiter der fotochemischen Abteilung am Physikalisch-Chemischen Institut der Universität Leipzig, ein ihm 1907 angebotenes Ordinariat der TH Hannover lehnte er ab. Die Sächsische Akademie der Wissenschaften zu Leipzig nahm ihn 1907 als Mitglied auf.
Am 1. April 1908 wurde Luther zum ordentlichen Professor an die damalige TH Dresden berufen. Das Institut für Photographie wurde erst in diesem Jahr, mit Hilfe der in Dresden ansässigen fotografischen Industrie, neu gegründet, Luther wurde der erste Direktor des Instituts.
Nach der Machtübergabe unterschrieb Luther zum 11. November 1933 das Bekenntnis der Professoren an den deutschen Universitäten und Hochschulen zu Adolf Hitler und dem nationalsozialistischen Staat.
Luther wurde 1936 emeritiert. Im Jahre 1938 wurde er Ehrenmitglied der Deutschen Kinotechnischen Gesellschaft (DKG), einer Vorläuferin der heutigen Fernseh- und Kinotechnischen Gesellschaft. Im gleichen Jahr wurde er zum Mitglied der Leopoldina gewählt. 
Robert Luther verstarb am 17. April 1945 in Dresden.

## Wissenswertes
- Luther gehörte 1930 zu den Mitbegründern der Deutschen Gesellschaft für Photographische Forschung und gründete im selben Jahr den Ausschuß für Sensitometrie,[4] dessen Arbeit zusammen mit Emanuel Goldberg im August 1931 auf dem VIII. Internationalen Kongreß für wissenschaftliche und angewandte Photographie als Vorschlag für eine Standard zur Bestimmung der Empfindlichkeit fotografischer Materialien vorgestellt wurde und der in der Folge 1934 zur Verabschiedung der DIN-Norm 4512 führte.
- Das von Luther geleitete Wissenschaftliche Photographische Institut in Dresden trägt seit 1993 den Namen „Institut für Angewandte Photophysik“ (IAPP).
- Die deutsche Gesellschaft für Photographie (DGPh) stiftete 1966 einen Robert-Luther-Preis,[5] der unter diesen Namen bis 2019 vergeben wurde. Im Jahr 2020 wurden die Preise von der DGPh neu strukturiert und zudem die DGPh-Sektion „Wissenschaft und Technik“ (die den Robert-Luther-Preis bisher vergeben hatte) mit der Sektion „Medizin und Wissenschaftsphotographie“ zur Sektion „Wissenschaft, Medizin und Technik“ zusammengelegt. Der Preis wurde in „DGPh-Wissenschaftspreis“ umbenannt, dient aber unverändert der Anerkennung und Förderung jüngerer Wissenschaftler und der Anregung zur wissenschaftlichen Bearbeitung photographischer Probleme.[6]

## Werke
- Hand- und Hülfsbuch zur Ausführung Physiko-Chemischer Messungen. 2. Auflage. Leipzig 1902 (mit Wilhelm Ostwald, fortgeführt von K. Drucker).